# Lestiac-sur-Garonne
Lestiac-sur-Garonne ist eine französische Gemeinde im Département Gironde in der Region Nouvelle-Aquitaine. Die Gemeinde liegt im Einzugsgebiet der Stadt Bordeaux. Während Lestiac-sur-Garonne im Jahr 1962 über 474 Einwohner verfügte, zählt man aktuell 590 Einwohner (Stand 1. Januar 2022).
Die Gemeinde gehört zum Kanton L’Entre-deux-Mers im Arrondissement Langon.

## Bevölkerungsentwicklung
| Jahr                      | 1962 | 1968 | 1975 | 1982 | 1990 | 1999 | 2011 | 2016 |
| Einwohner                 | 474  | 553  | 545  | 577  | 594  | 586  | 601  | 581  |
| Quelle: Cassini und INSEE |      |      |      |      |      |      |      |      |

## Weinbau
Lestiac-sur-Garonne ist eine Weinbaugemeinde; die Rebflächen gehören zu den Appellationen Premières Côtes de Bordeaux und Cadillac.

## Sehenswürdigkeiten

Kirche Notre-Dame

- Kirche Notre-Dame